# اچ‌ام‌اس خدیو (دی۶۲)
اچ‌ام‌اس خدیو (دی۶۲) (به انگلیسی: HMS Khedive (D62)) یک کشتی بود که طول آن ۴۹۵ فوت ۷ اینچ (۱۵۱٫۰۵ متر) بود. این کشتی در سال ۱۹۴۳ ساخته شد.